# Idaea cochlearia
Idaea cochlearia là một loài bướm đêm trong họ Geometridae.